# Agata Agatowska
Agata Agatowska (ur. 30 grudnia 1976 w Oświęcimiu) – polska rzeźbiarka

## Życiorys
W latach 1996–2001 studiowała rzeźbę na Akademii Sztuk Pięknych we Wrocławiu w pracowni prof. Alojzego Gryta. Dyplom magisterski pod tytułem „Między rzeźbą a telewizorem. Rozwój praktyk multimedialnych we Wrocławiu” obroniła w 2001 roku. W latach 2004–2012 kontynuowała edukację artystyczną w zakresie rzeźby i scenografii w Kunstakademie Düsseldorf w Niemczech w pracowniach prof. Thomasa Grünfelda i prof. Karla Kneidla. W 2012 roku otrzymała dyplom niemieckiej uczelni, a następnie obroniła doktorat pod tytułem „Catwalk to a Dream. Kocim krokiem do snu” na Akademii Sztuk Pięknych we Wrocławiu. W 2019 roku uzyskała stopień doktora habilitowanego na Uniwersytecie Pedagogicznym w Krakowie. Tytuł habilitacji – „Rzeźby z przyszłości”. Od roku 2017 wykłada rzeźbę na Wydziale Sztuki Uniwersytetu Pedagogicznego w Krakowie.
W latach 1997–2000 pobierała edukację w zakresie pantomimy w Teatrze Formy Józefa Markockiego oraz Teatrze Pantomimy im. Henryka Tomaszewskiego we Wrocławiu. Uczestniczyła w warsztatach teatralnych w Instytucie im. Jerzego Grotowskiego we Wrocławiu.
W latach 2002–2006 współpracowała z Velvets Theater w Wiesbaden w Niemczech, jako aktorka pantomimy.
Role: Pamina – „Czarodziejski Flet” Wolfganga Amadeusza Mozarta, Antonia – „Opowieści Hoffmanna” Jacques’a Offenbacha, Róża i Pijak – „Mały Książę” Antoine’a de Saint Exupéry’ego, Wróżka – „Pinokio” – Carlo Collodiego i.in.
Liczne występy na scenach teatrów m.in.: Komödie Düsseldorf w Düsseldorfie, Kleines Theater w Bonn, Komödie we Frankfurcie nad Menem, a także w siedzibie Velvets Theater w Wiesbaden w Niemczech. Wraz z Velvets występowała na Międzynarodowym Festiwalu Teatrów Lalek w Charleville-Meziérés we Francji oraz brała udział w tournée po Holandii.
Od 2014 roku jest członkiem Gesellschaft für Moderne Kunst am Museum Ludwig w Kolonii, w Niemczech.

## Wystawa jubileuszowa
W 2016 roku odbyła się duża wystawa jubileuszowa Agaty Agatowskiej pt. „Rzeźby z przyszłości” w Oświęcimiu. Wystawa była podsumowaniem dotychczasowej twórczości artystki.
Ideą wystawy było wprowadzenie elementów pozytywnych do miasta obarczonego tragiczną historią wojny i zwrócenie uwagi mieszkańców w stronę przyszłości.
Prezentacja objęła swym zasięgiem wszystkie najważniejsze instytucje kultury, a swą kulminację miała na oświęcimskim rynku. Została tam zaprezentowana rzeźba „Bez tytułu (Czerwona)” – pierwsza rzeźba od czasów II wojny światowej, jaka pojawiła się w sercu miasta, swoisty świadek współczesnej historii.
Rzeźba prezentowana była do końca 2019 roku. Dzieło wzbudzało nieustające kontrowersje wśród części mieszkańców, które doprowadziły do zdjęcia rzeźby z rynku.

## Rzeźby w przestrzeni publicznej
- „Ice Cream”, Muzeum Sztuki i Techniki Japońskiej Manggha, Kraków[8]
- „Catwalk to a Dream 3"; „Kąpiel w pianie”; „bez tytułu”, Centrum Rzeźby Polskiej w Orońsku
- „David Bowie Fangirl”; „Miś Uszatek”; „Różowa kokarda”; „Kot”, Miejska Biblioteka Publiczna GALERIA KSIĄŻKI, Oświęcim[6]

## Galeria

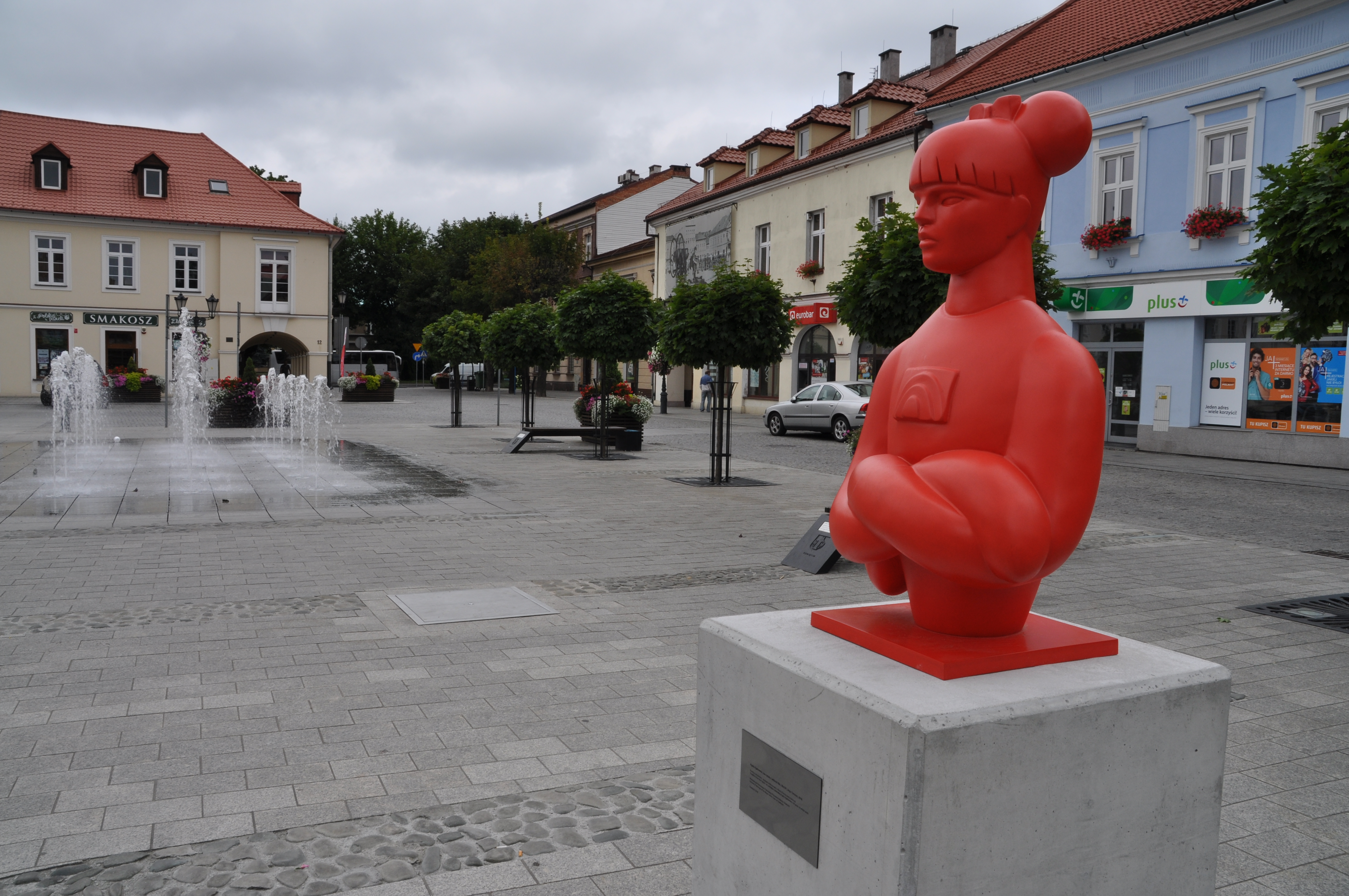
„Bez tytułu (Czerwona)” (2016), Rynek w Oświęcimiu
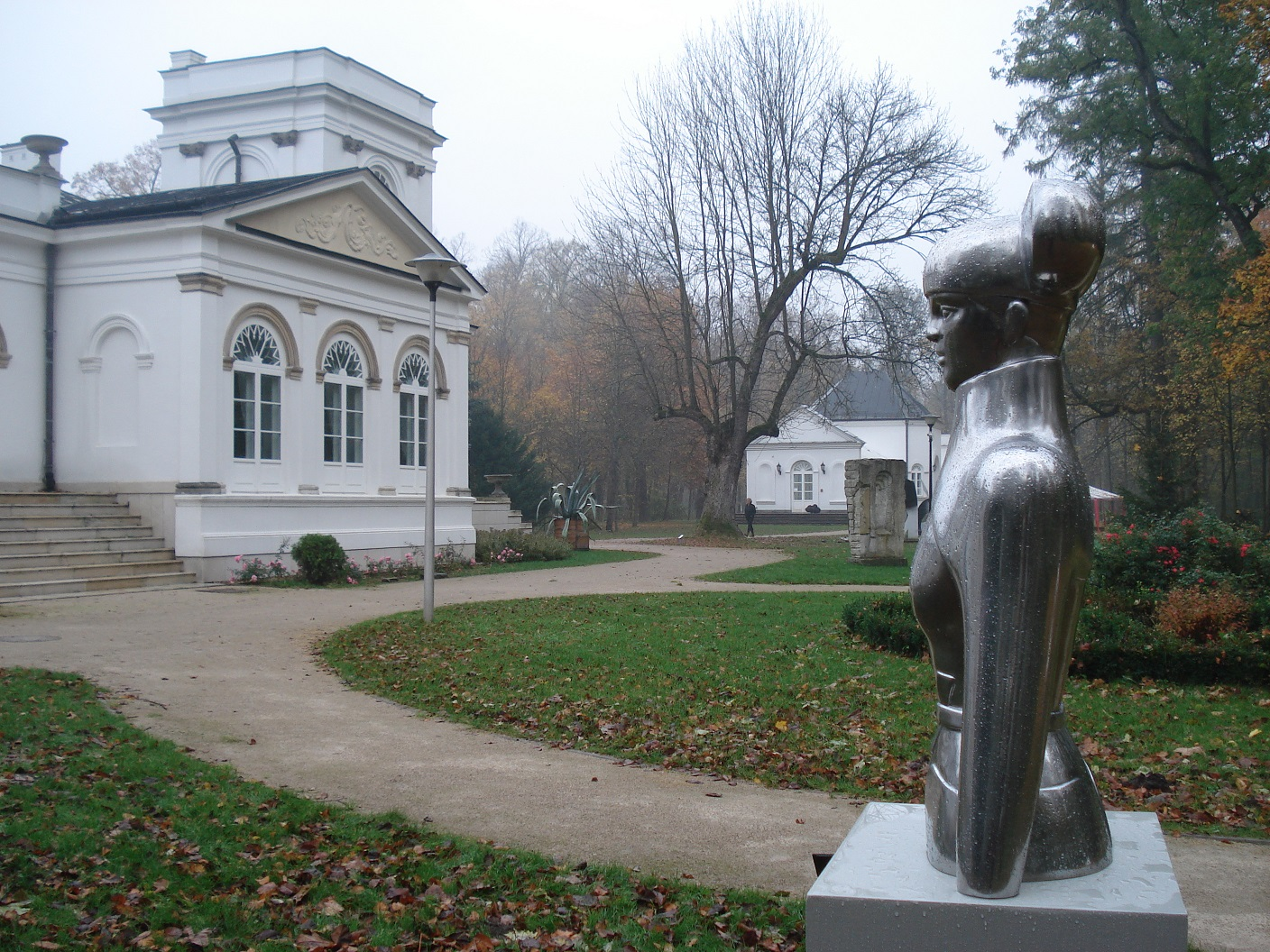
„Catwalk to a Dream 3" (2012), Centrum Rzeźby Polskiej w Orońsku
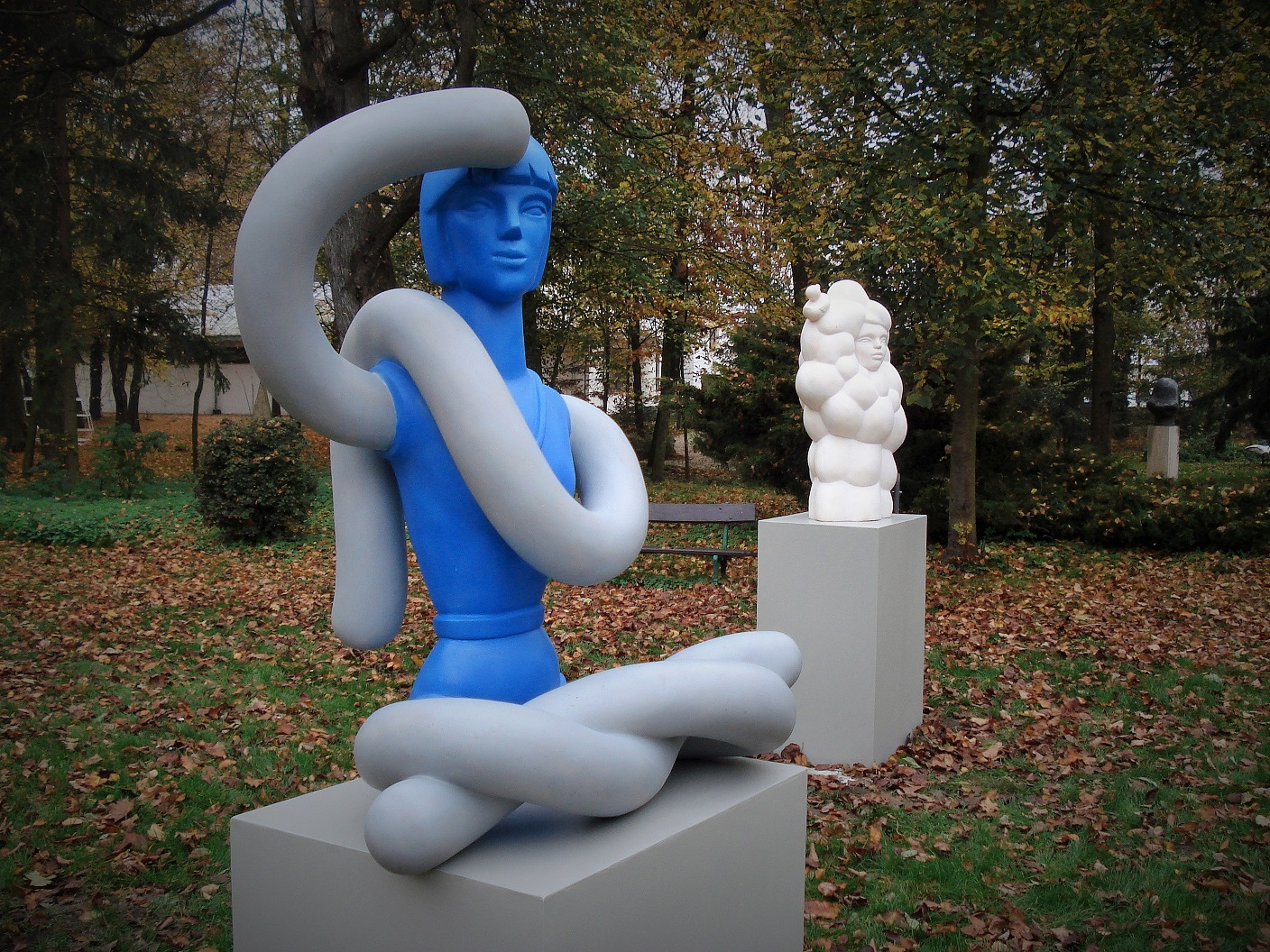
„Bez tytułu” (2015)
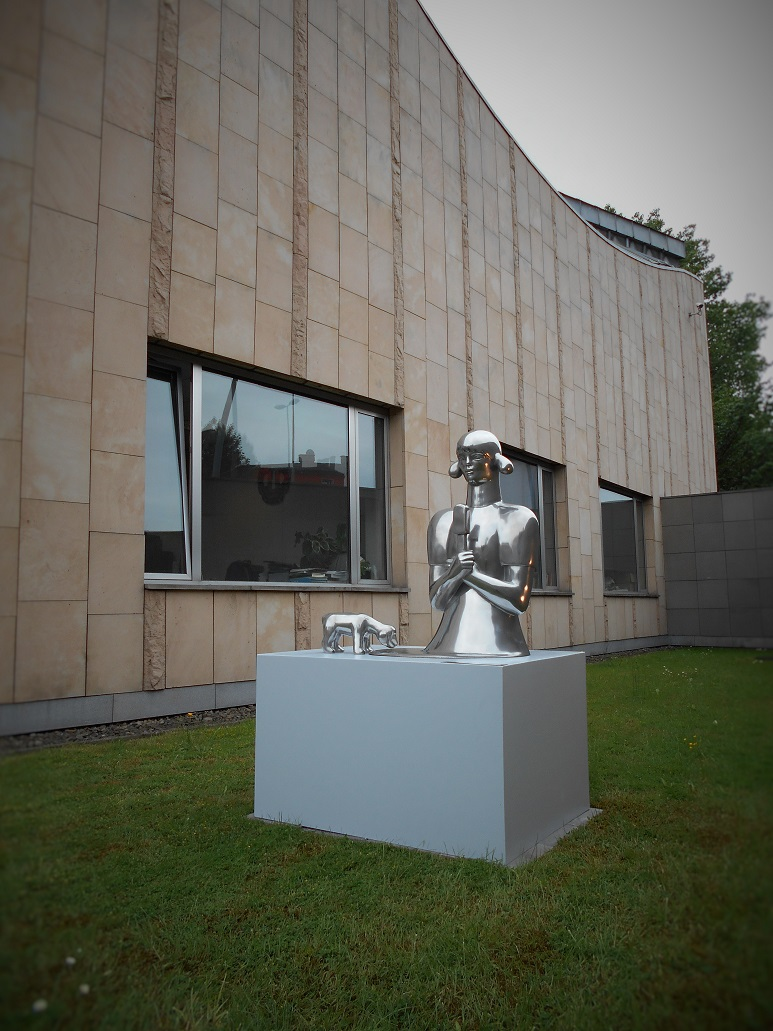
„Ice Cream” (2013), Muzeum Sztuki i Techniki Japońskiej Manggha w Krakowie
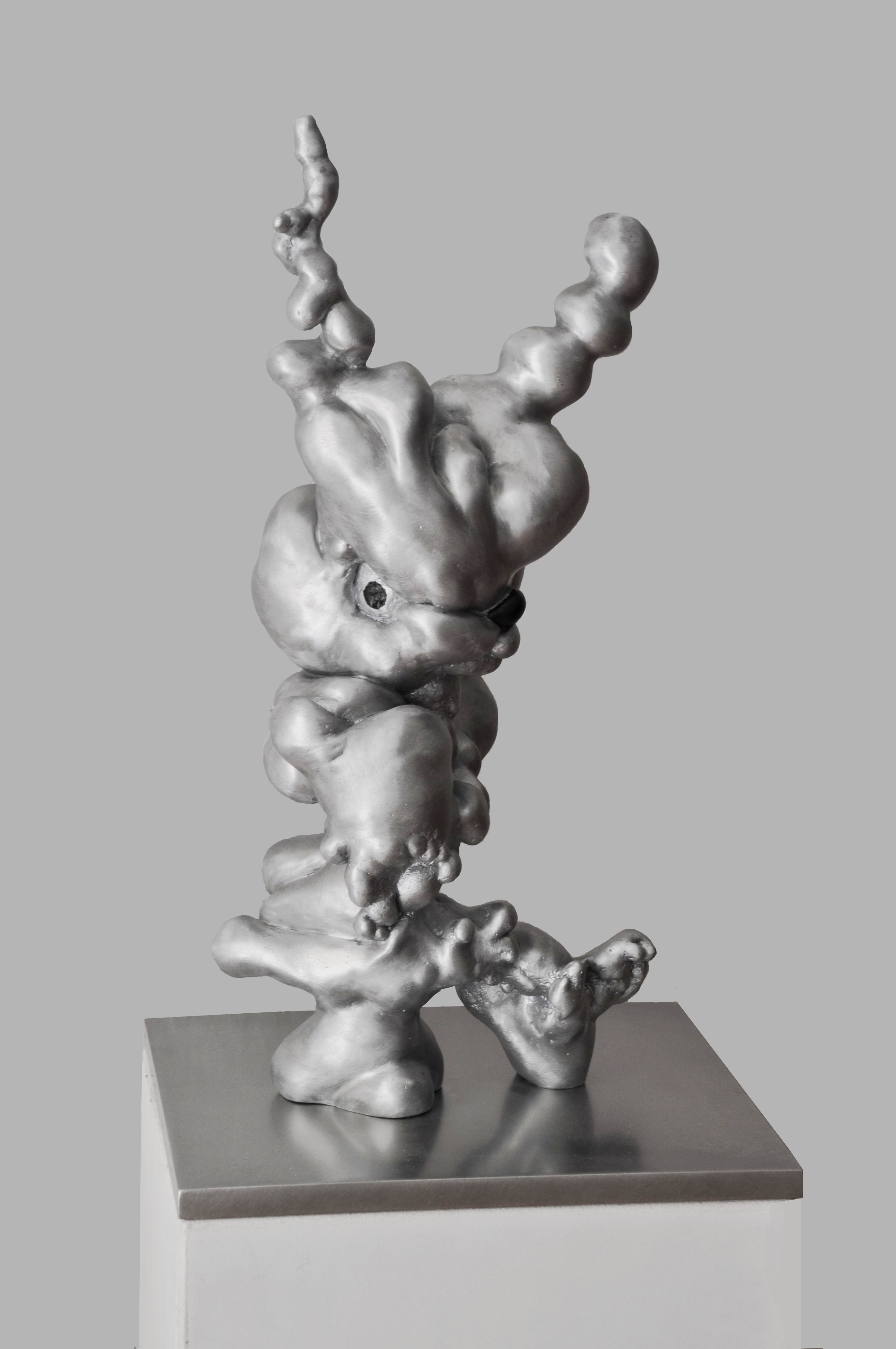
„Królik” (2014)
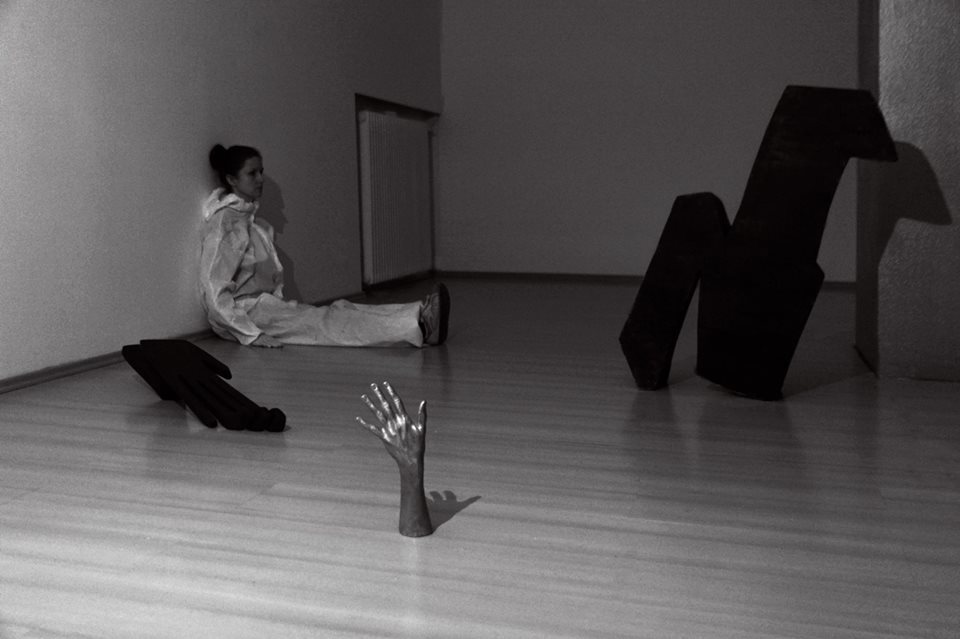
„Cień ręki” (2014)

## Nagrody
- Friedrich H.J. Schneider-Stiftung Stypendium, Düsseldorf, Niemcy (2006)
- Hedwig und Robert Samuel-Stiftung Stypendium, Düsseldorf, Niemcy (2007)
- Grand Prix 5. Biennale Sztuki Młodych „Rybie Oko”, BGSW, Słupsk (2008)
- Nagroda Darmstädter Sezession, Darmstadt, Niemcy (2008)
- Wyróżnienie Miasta Oświęcim w Dziedzinie Kultury (2013)
- Osobowość Roku 2017 w kategorii kultura w plebiscycie „Gazety Krakowskiej” (2018)
- Stypendium Miasta Oświęcim (m.in. 2016, 2017, 2018, 2019)

## Wystawy
- „Rzeźba”, BWA Zielona Góra (2009)
- „Rzeźba”, BGSW, Słupsk (2010)
- „Rzeźba”, Galeria Bielska BWA, Bielsko-Biała (2010)
- „Skulpturen”, von frauenberg art gallery, Düsseldorf, Niemcy (2011)
- „Challenge of Art”, Galeria Strefa A, Galeria Domu Norymberskiego, Kraków
- „Art meets Fashion / inline unlimited”,  von fraunberg art gallery, Düsseldorf, Niemcy (2015)
- „Double Story”, Galerie města Třince, Czechy (2015)
- „Rzeźby z przyszłości”, Rynek w Oświęcimiu, Muzeum Żydowskie, Muzeum Zamek, MDSM, Miejska Biblioteka Publiczna GALERIA KSIĄŻKI, OCK, Oświęcim (2016)
- „Dzień na Marsie / One Day on Mars”, Galeria Bielska BWA, Bielsko-Biała (2017)
- „Skulptur / Rzeźba”, Konsulat Generalny RP, Kolonia, Niemcy (2017)
- „Rzeźba i rysunek”, Galeria Muzalewska, Poznań (2017)
- „Widoki z Marsa / The Views from Mars”, Galeria BWA, Gorzów Wielkopolski (2017)
- Międzynarodowa konferencja „Rzeźba dzisiaj II: Sztuka w przestrzeni publicznej”, Centrum Rzeźby Polskiej w Orońsku (2017)
- „Skulpturen aus der Zukunft (Fortzetzung)”, Instytut Polski w Düsseldorfie, Niemcy (2018)
- Prezentacja rzeźby „Ice Cream”, Muzeum Sztuki i Techniki Japońskiej Manggha, Kraków (2018)

## Publikacje
- Agata Agatowska, „Rzeźby z przyszłości”, Wydawca: Uniwersytet Pedagogiczny im. Komisji Edukacji Narodowej w Krakowie, 2019, ISBN 978-83-8084-216-8.
- „Agatowska”, Wydawca: Galeria Muzalewska, 2017
- „Rzeźby z przyszłości / Skulpturen aus der Zukunft / Sculptures from the Future”, Wydawca: Urząd Miasta Oświęcim, 2016, ISBN 978-83-940335-9-0.
- „Agata Agatowska”, Wydawca: Bałtycka Galeria Sztuki Współczesnej, Galeria Bielska BWA, BWA Zielona Góra, 2009, ISBN 978-83-61-773-04-7.